# Ante Delaš
Ante Delaš (Split, 11. ožujka 1988.) hrvatski je profesionalni košarkaš. Igra na poziciji razigravača, a trenutačno je član košarkaškog kluba KK Alkar.

## Karijera
Karijeru je započeo u omladinskom pogonu Splita te je igrao na poziciji beka šutera i niskog krila, ali prelaskom u seniore zbog krhke građe namijenjena mu uloga organizatora igre. 2005. bio je među najboljim juniorima u državi. Istakao se odličnim igrama na Albert Schweitzer turniru 2006. godine u Mannheimu. S hrvatskom reprezentacijom osvojio je četvrto mjesto, što je odličan rezultat jer im je to najbolji plasman u posljednjih nekoliko godina. Iste godine prešao je u seniorsku košarku. U sezoni 2007./08. zajedno je s mlađim bratom Marijom dijelio klupu Splita, a onda je u ožujku 2008. Ante posuđen Trogiru. U prvih devet kola A-1 lige prosječno je zabijao 15 koševa po susretu, dijelio 1,4 asistencije te hvatao po 2,6 skokova, a imao je valorizaciju od preko 13 indeksnih bodova. U svibnju 2008. u šestom kolu kvalifikacijske lige Trogir je svladao Vrijednosnice Dardu, a Delaš se istaknuo s linije slob. bacanja pogodivši oba za pobjedu 83:80. U srpnju 2009. vraćen je s posudbe u Split te natrag vraćen u prvu momčad.

## Vanjske poveznice
- Profil na HKS.com
- Profil na NLB.com